# BMW G70

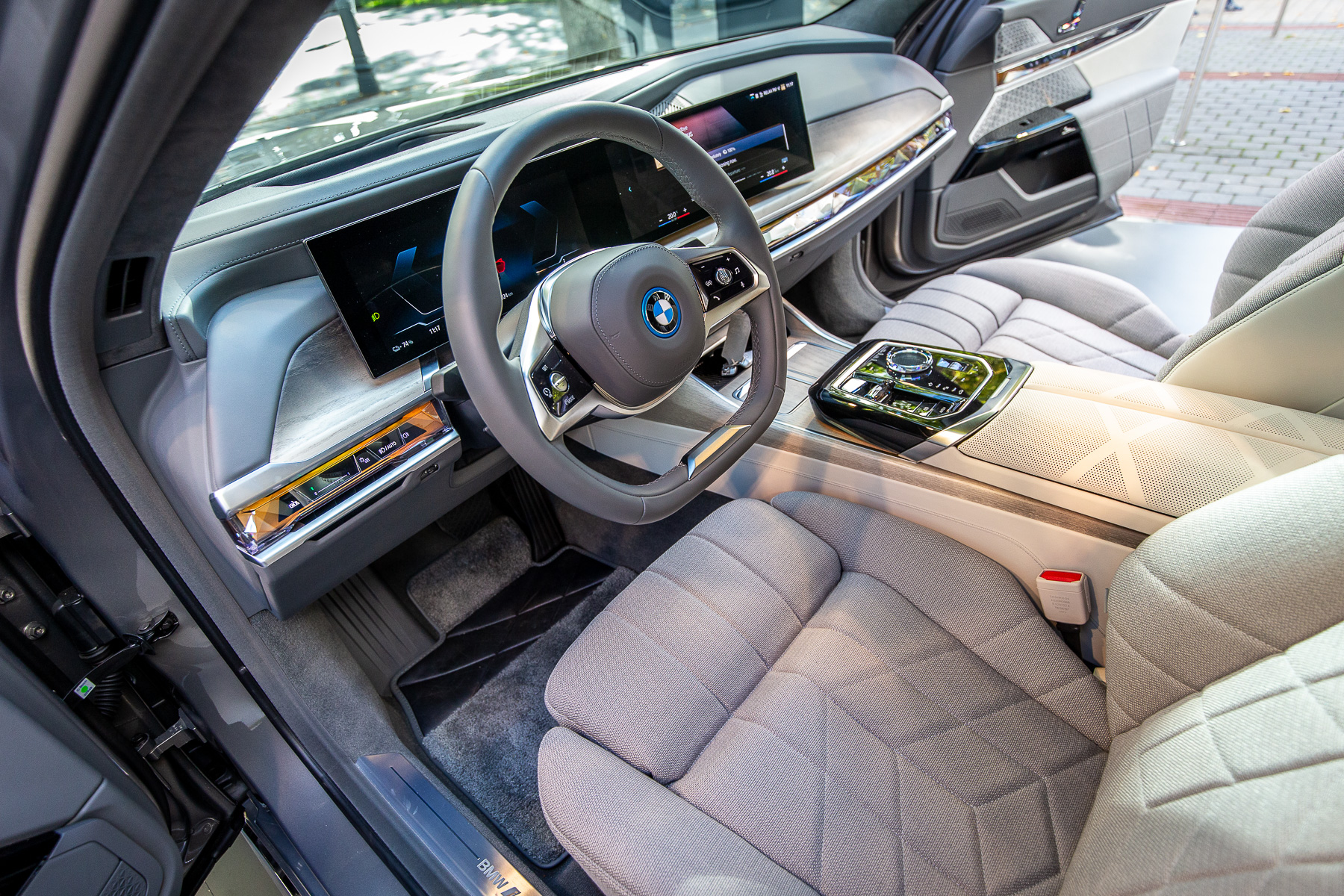

BMW G70 är en personbil i BMW 7-serien som den tyska biltillverkaren BMW presenterade i april 2022. Utöver förbränningsmotorer kommer modellen även som ren elbil.

## Motor
| Modell | Årsmodell | Motor                    | Cylindervolym | Effekt | Vridmoment | Bränslesystem                      |
| ------ | --------- | ------------------------ | ------------- | ------ | ---------- | ---------------------------------- |
| 740d   | 2023-     | B57: 6-cyl radmotor DOHC | 2993 cm³      | 300 hk | 670 Nm     | Common rail turbodiesel            |
| 735i   | 2023-     | B58: 6-cyl radmotor DOHC | 2998 cm³      | 286 hk | 425 Nm     | Direktinsprutning, turbo           |
| 740i   | 2023-     | B58: 6-cyl radmotor DOHC | 2998 cm³      | 380 hk | 540 Nm     | Direktinsprutning, turbo           |
| 750e   | 2023-     | B58: 6-cyl radmotor DOHC | 2998 cm³      | 490 hk | 700 Nm     | Direktinsprutning, turbo + elmotor |
| M760e  | 2023-     | B58: 6-cyl radmotor DOHC | 2998 cm³      | 571 hk | 800 Nm     | Direktinsprutning, turbo + elmotor |
| 760i   | 2023-     | S68: 8-cyl V-motor DOHC  | 4395 cm³      | 544 hk | 750 Nm     | Direktinsprutning, turbo           |
| i7 50  | 2024-     | 1 st elmotor             |               | 455 hk | 650 Nm     |                                    |
| i7 60  | 2023-     | 2 st elmotorer           |               | 544 hk | 745 Nm     |                                    |
| i7 M70 | 2024-     | 2 st elmotorer           |               | 660 hk | 1100 Nm    |                                    |